# Anna Führing

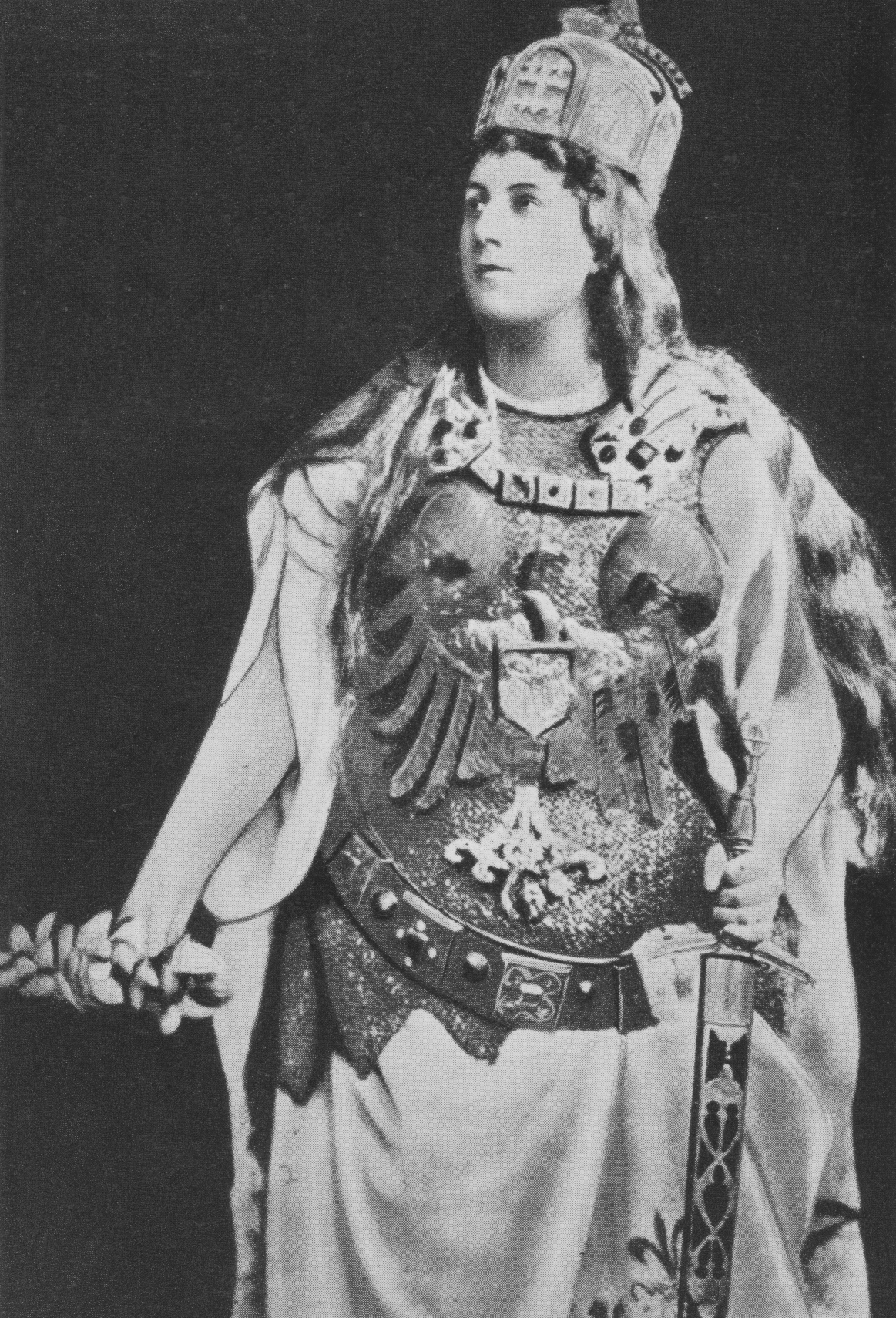
Anna Führing als Germania, 1891

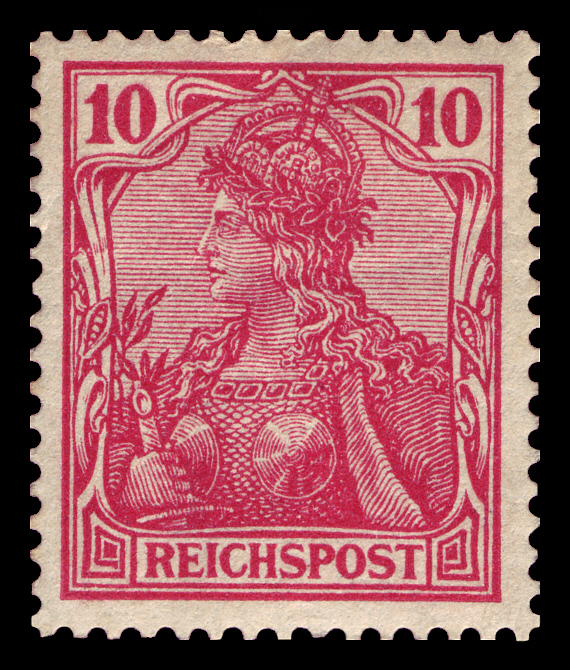
Germania-Briefmarke mit Anna Führing als Modell

Anna Führing (* 6. März 1866 in Hamburg; † 2. November 1929 in Berlin) war eine deutsche Schauspielerin. Bekannt wurde sie vor allem dadurch, dass sie für die Germania-Briefmarken des Deutschen Reiches Modell gestanden hat.

## Leben
Anna Führing, Tochter des Hamburger Theaterbesitzers und Gastronomen Carl Führing, hatte in Berlin eine klassische Schauspielausbildung erhalten. Besonders häufig stellte sie in Bühnenstücken die Germania dar, so auch im Jahre 1891 anlässlich eines Festspiels in Düsseldorf in Gegenwart Kaiser Wilhelms II.
Im Jahre 1892 trat Anna Führing zur Eröffnung des Theaters am Schiffbauerdamm in Berlin, in dem heute das Berliner Ensemble beheimatet ist, in der Rolle der Iphigenie auf.
Neben ihrer eigentlichen Tätigkeit als Bühnendarstellerin trat Anna Führing über die Jahre auch in einer Reihe von Filmen auf.
Verheiratet war Anna Führing mit dem 45 Jahre älteren Hofoperndirektor von Berlin, Ferdinand von Strantz († 1909), der ihre schauspielerische Karriere gefördert hat.
Anna Führing starb 1929 im Alter von 63 Jahren in Berlin und wurde auf dem Friedhof I der Jerusalems- und Neuen Kirche in Berlin-Kreuzberg beigesetzt. Das Grab ist nicht erhalten.

## Filmografie
- 1915: Hausdame aus bester Familie gesucht (als Anna von Strantz-Führing)
- 1915: Ein Held des Unterseebootes (als Anna von Strantz-Führing)
- 1916: Nacht und Morgen
- 1924: Das schöne Abenteuer
- 1927: Eine kleine Freundin braucht ein jeder Mann
- 1928: Ossi hat die Hosen an (als Baronin Strantz-Führing)